# Cy Weidenborner
Cyril Aloysius Weidenborner, detto Cy (Saint Paul, 30 marzo 1895 – Beltrami, 26 novembre 1983), è stato un hockeista su ghiaccio statunitense.

## Palmarès

### Olimpiadi
- Argento a Anversa 1920 nell'hockey su ghiaccio.